# Халепа (дем Ксанти)
Халепа (на гръцки: Χαλέπι, Халепи, катаревуса: Χαλέπιον, Халепион) е село в Западна Тракия, Гърция в дем Ксанти.

## История
Според Васил Кънчов село Халепа попада в Драмския Чеч и към края на 19 век в него има 50 къщи, като селото се управлява от Сари-шабанския камакамлък.
След подписването на Лозанския договор жителите на селото емигрират в Турция. През 1926 година името на селото е сменено от Халеп (Χαλέπ) на Халепи (Χαλέπι). Към 1928 година в селото вече са настанени 37 души или 11 семейства – гръцки бежанци от Турция.